# ياروسلاف بلاشيل
ياروسلاف بلاشيل (بالتشيكية: Jaroslav Plašil)‏ (5 يناير 1982 في أوبوتشنو) لاعب كرة قدم تشيكي يلعب حاليا لصالح نادي الدرجة الأولى بوردو الفرنسي ومنتخب التشيك في مركز الجناح الأيسر.

## المسيرة الرياضية

### الأندية
بدأ بلاشيل مسيرته الرياضية ناشئا في صفوف نادي هراديك كرالوفي سنة 1998. عند بلوغه سن 18 سنة 2000 انتقل إلى نادي موناكو ولكنه طوال موسمين لم يشارك سوى في 8 مباريات مما حدا بإدارة النادي إلى الموافقة على إعارته إلى نادي كريتيل الذي يلعب في الدرجة الثانية. خلال تواجده في نادي كريتيل اكتسب بلاشيل ثقة كبيرة باللعب أساسيا وعند عودته إلى ناديه الأم موناكو أصبح لاعبا أساسيا طوال المواسم الأربع التالية. في أول موسم له بعد العودة 2003/2004 ساهم في تأهل نادي موناكو إلى المباراة النهائية من بطولة دوري أبطال أوروبا قبل الخسارة من نادي بورتو البرتغالي 0/3. وأبرز مباراة قارية خاضها في هذا الموسم كانت التغلب على نادي ديبورتيفو لاكورونيا الإسباني 8/3. في صيف سنة 2008 قرر الموافقة على الانتقال إلى نادي أوساسونا الإسباني موقعا على عقد يمتد لأربع سنوات. في 8 يونيو 2009 قرر الموافقة على العودة إلى فرنسا والانضمام إلى صفوف نادي بوردو لمدة أربع سنوات.

### منتخب التشيك
تم استدعاء بلاشيل للانضمام إلى صفوف منتخب التشيك للمشاركة في بطولة كأس الأمم الأوروبية لكرة القدم 2004 التي أقيمت في البرتغال. في هذه البطولة لم يشارك سوى في مباراة واحدة وهي الثالثة في الدور الأول أمام منتخب ألمانيا بعدما ضمنوا التأهل إلى الدور الربع النهائي. تم استدعائه مجددا للمشاركة في بطولة كأس العالم لكرة القدم 2006 التي أقيمت في ألمانيا. شارك أساسيا في جميع المباريات الثلاث في الدور الأول حيث ساهم في تحقيق نتيجة الفوز على منتخب الولايات المتحدة 3/0 ثم تراجع مستواه كما تراجع مستوى زملائه وتعرض منتخب بلاده لخسارتين متتاليتين من منتخبي غانا وإيطاليا بنتيجة واحدة 0/2 وبالتالي خرج من منافسات البطولة مبكرا. تم استدعائه للمشاركة في ثالث بطولة كبيرة في مسيرته وهذه المرة كأس الأمم الأوروبية لكرة القدم 2008 التي أقيمت في النمسا وسويسرا معا. كما حدث قبل سنتين تكرر نفس السيناريو بتقديم بلاشيل وزملائه أداء عالي المستوى في المباراة الأولى انتهى بتحقيق نتيجة الفوز على منتخب سويسرا المستضيف 1/0 ثم تراجع المستوى والأداء ليتعرضوا لخسارتين متتاليتين من منتخبي البرتغال وتركيا بنتيجة 1/3 و2/3 على التوالي على الرغم من أن بلاشيل سجل الهدف الثاني في المباراة الأخيرة في الدقيقة 62 وتقدم منتخب التشيك بنتيجة 2/0.

## الحياة الشخصية
بلاشيل متزوج من أنا لوسيا سوزا منذ نوفمبر 2007. شقيقا ياروسلاف وهما يان وماريك لاعبا كرة قدم مثله.

## روابط خارجية
- ياروسلاف بلاشيل على موقع الاتحاد الدولي (مؤرشف)  (الإنجليزية)
- ياروسلاف بلاشيل على موقع الاتحاد الأوربي (الإنجليزية)
- ياروسلاف بلاشيل على موقع الاتحاد التشيكي (الإنجليزية)
- ياروسلاف بلاشيل على موقع قاعدة بيانات كرة القدم.إي يو (الإنجليزية)
- ياروسلاف بلاشيل على موقع ناشيونال فوتبول تيمز (الإنجليزية)
- ياروسلاف بلاشيل على موقع Soccerway.com (الإنجليزية)
- ياروسلاف بلاشيل على موقع عالم كرة القدم.نت (الإنجليزية)
- ياروسلاف بلاشيل على موقع AS.com (الإسبانية)